# 3849 Incidentia
3849 Incidentia (1984 FC) là một tiểu hành tinh vành đai chính được phát hiện ngày 31 tháng 3 năm 1984 bởi Bowell, E. ở Flagstaff (AM).